# ねんねこ半纏

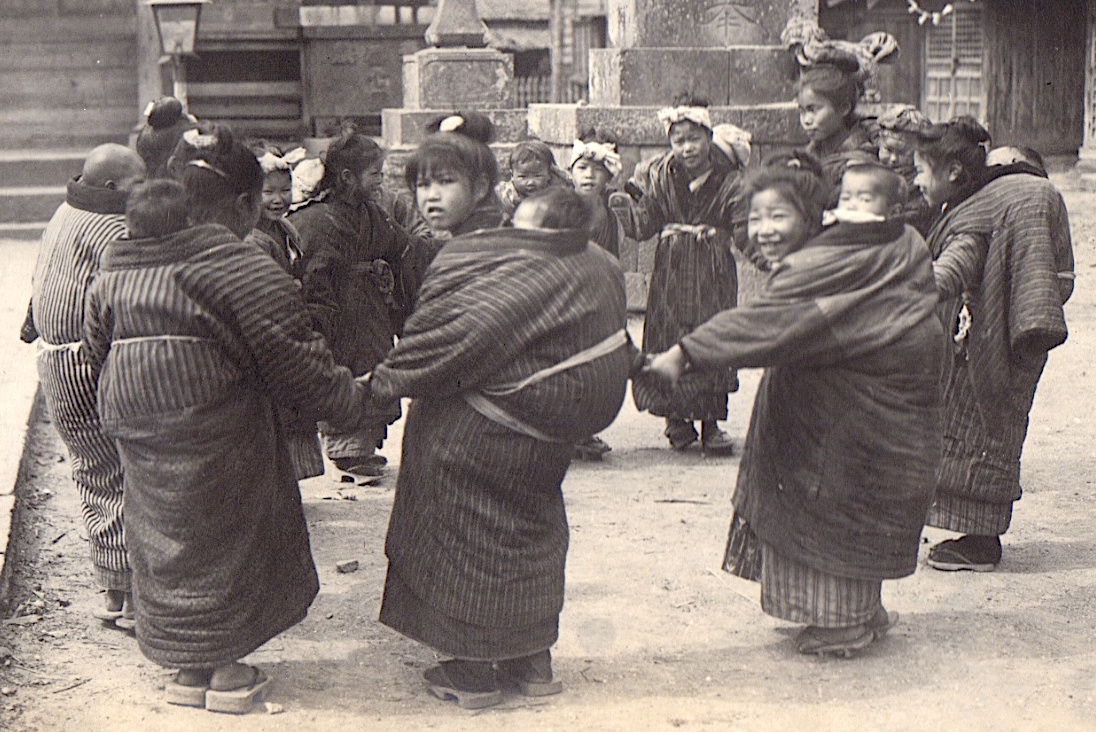
ねんねこ半纏で子守をしながら遊ぶ少女たち（1911年）

ねんねこ袢纏の例(1960年)

ねんねこ袢纏（ねんねこばんてん）とは、乳幼児を背負う際に、背負った子供の保護や保温のために羽織る上着。子守半纏ともいう。子供を背負いひもでおんぶした上から羽織る。
古くは掻巻と同一のものであったともされる（掻巻を参照）。
広袖で、通常の羽織よりも身幅を広く、繰越を多くし、背負われた子供が窮屈でないように仕立てる。衿には黒ビロードや黒繻子の掛け衿をつける。
一般的には綿入りであり、綿入れ半纏の一種だが、綿の入らない袷仕立てのものもあった。衽つきのものは関東地方に多く、衽なしは関西地方に多い。
子供を一時的に背中から下ろして寝かせておく場合の簡易布団としても使用された。
和服が日常着で乳幼児はおんぶすることが一般的であった1960年代頃まではよく見られ、洋装に合う洋風のものも作られた。

亀の子半纏(1967年)

また、おんぶのまま家事などのために動きやすいよう、袖をなくして紐に変えた簡略版の亀の子半纏もあり、これは必ず綿入れであった。
現代ではいずれもほぼ見られない。